# Colonne sonore del Professor Layton
Questa pagina è dedicata alle colonne sonore della serie di videogiochi, comprendente anche un film, del Professor Layton e raccoglie tutti i CD dei diversi capitoli.
Tutte le tracce sono composte ed arrangiate da Tomohito Nishiura, salvo i titoli di coda presenti dal secondo videogioco in poi. Per ogni disco ad eccezione della Layton Kyoju To Eien no Utahime Original Soundtrack vi sono quattro tracce, di cui una è il tema portante del gioco, eseguite dalla Layton Grand Caravan Orchestra e contrassegnate dalla dicitura "Live Version".

## Layton kyōju to fushigi na machi original soundtrack
Layton Kyōju to fushigi na machi original soundtrack è la colonna sonora ufficiale del primo capitolo della serie, Il professor Layton e il paese dei misteri. È stata messa in vendita solamente in Giappone il 24 dicembre dell'anno 2008. La raccolta è costituita da ventisei tracce composte da Tomohito Nishiura. Le tracce dalla 20 alla 23 sono eseguite dalla Layton Grand Caravan Orchestra e quelle dalla 24 alla 26 sono versioni in alta qualità di brani già presenti nell'album. La maggior parte delle tracce è suonata mediante un bandoneón sintetizzato.
Tracce (75:48):
1. Professor Layton's Theme 2:10
2. The Curious Village 2:59
3. The Adventure Begins 0:29
4. About Town 3:10
5. Puzzles 1:53
6. Reinhold Manor 2:44
7. The Plot Thickens! 2:10
8. Gant's Bar 1:45
9. The Mysterious Girl 3:56
10. Gloomy Basement 3:22
11. Ferris Wheel Park 2:46
12. Pursuit in the Night 2:27
13. The Veil of Night 3:55
14. Don Paolo's Theme 3:14
15. The Village Awakens 1:45
16. The Looming Tower 4:58
17. Memories of St. Mystere 3:07
18. The Girl Departs 1:31
19. End Theme 2:56
20. Professor Layton's Theme 3:36 (Live Version)
21. The Veil of Night 5:30 (Live Version)
22. The Looming Tower 4:42 (Live Version)
23. End Theme 2:51 (Live Version)
24. About Town 3:16 (High Quality)
25. Reinhold Manor 2:44 (High Quality)
26. The Village Awakens 1:47 (High Quality)

## Layton kyōju to akuma no hako original soundtrack
Layton Kyōju to akuma no hako original soundtrack è la colonna sonora ufficiale del secondo capitolo della serie, Il professor Layton e lo scrigno di Pandora. È stata messa in vendita solamente in Giappone il 24 dicembre dell'anno 2008. La raccolta è costituita da ventiquattro tracce composte da Tomohito Nishiura. Le tracce dalla 18 alla 21 sono eseguite dalla Layton Grand Caravan Orchestra e quelle dalla 22 alla 24 sono versioni in alta qualità di brani già presenti nel disco. Si nota l'introduzione di nuovi strumenti, prevalentemente strumenti ad arco. Gli ending credits, sia la versione cantata dall'artista giapponese Salyu sia la versione strumentale composta in occasione della pubblicazione in America ed Europa, sono per motivi sconosciuti esclusi dal disco e sostituiti da una versione suonata al carillon.
Tracce (74:14):
1. Theme of the Diabolical Box 2:09
2. London 2:28
3. Puzzles 2 3:33
4. The Molentary Express 3:24
5. Suspense 3:54
6. Dropstone 3:32
7. An Uneasy Atmosphere 2:45
8. Folsense 3:12
9. The Town's History 3:25
10. Time for a Break 2:34
11. The Lost Forest 3:06
12. Into the Depths of the Dark 2:38
13. Unspoken Feelings 3:07
14. Dignity of a Castle 2:26
15. Dance in the Dreams 1:51
16. The True Town 0:36
17. Iris ~ Music Box Ver. 3:09 (versione originale cantata da Salyu)
18. Theme of the Diabolical Box 3:34 (Live Version)
19. Folsense 5:23 (Live Version)
20. Don Paolo's Theme 4:05 (Live Version)
21. Time for a Break 4:24 (Live Version)
22. The Town's History 3:25 (High Quality)
23. The Lost Forest 3:06 (High Quality)
24. Dignity of a Castle 2:28 (High Quality)

## Layton kyōju to saigo no jikan ryoko original soundtrack
Layton kyōju to saigo no jikan ryoko original soundtrack è la colonna sonora ufficiale del terzo capitolo della serie, Il professor Layton e il futuro perduto. È stata messa in vendita solamente in Giappone il 21 gennaio dell'anno 2009. La raccolta è costituita da ventotto tracce composte da Tomohito Nishiura. Le tracce 1 e dalla 24 alla 26 sono eseguite dalla Layton Grand Caravan Orchestra e le numero 27 e 28 sono versioni in alta qualità di brani già presenti nel disco. Vi è un notevole ritorno alle sonorità del primo album. Gli ending credits sono anche questa volta esclusi dal CD e sostituiti da una versione suonata al pianoforte.
Tracce (73:43):
1. Theme of the Unwound Future 3:39 (Live Version)
2. Puzzles 3 2:12
3. London 2 3:04
4. Searching for Clues 1:53
5. Tension 2:23
6. London 3 3:51
7. Calm Village 1:58
8. Casino Number 7 2:42
9. Inside Sadness 1:49
10. Suspicion 2:34
11. Asian Street 1:58
12. Puzzle Battle 1:47
13. With Memory 3:00
14. Hexagon Tower 2:13
15. The Professor's Deductions 2:39
16. Pinch! 2:49
17. Laboratory 1:52
18. Puzzles 4 1:59
19. Huge Weapon 4:00
20. The Professor's Trunk (Picture Book) 1:58
21. The Professor's Trunk (Minicar) 1:55
22. The Professor's Trunk (Paro) 2:15
23. Time Travel ~Piano Ver. 3:15
24. London 3 3:14 (Live Version)
25. Laboratory 2:33 (Live Version)
26. Huge Weapon 2:58 (Live Version)
27. Hexagon Tower 3:56 (High Quality)
28. The Professor's Trunk (Minicar) 3:17 (High Quality)

## Layton kyōju to majin no fue original soundtrack
Layton kyōju to majin no fue original soundtrack è la colonna sonora ufficiale del quarto capitolo della serie, Il professor Layton e il richiamo dello spettro. È stata messa in vendita solamente in Giappone il giorno 16 dicembre 2009. La raccolta è costituita da venticinque tracce composte da Tomohito Nishiura. Le tracce 2 e dalla 23 alla 25 sono eseguite dalla Layton Grand Caravan Orchestra; questo è il primo album della serie a non contenere tracce in alta qualità. La musica, con l'inizio della seconda trilogia di Layton, cambia completamente sonorità, abbandonando quasi completamente il bandoneón e comunque relegandolo a ruoli minori. Gli ending credits sono per la terza volta esclusi dal disco e neanche sostituiti da una versione strumentale.
Tracce (64:28):
1. The Melody of the Specter's Flute 0:22
2. Professor Layton and the Specter's Flute Theme 3:50 (Live Version)
3. The Specter Appears 1:01
4. Town of Water ~ Day in Mist Haley 3:26
5. Puzzles 5 2:28
6. Mysterious Tale 2:22
7. Town of Wind ~ Highyard Hill 2:33
8. Residence in the Shadows 2:34
9. Regular Afternoon 1:42
10. Chase! 1:52
11. Puzzles 6 ~ Reasoning 2:33
12. Black Market 2:00
13. Time for Reflections 1:19
14. Nights in Mist Haley 3:29
15. The Professor's Trunk ~ Miracle Fish 2:20
16. The Professor's Trunk ~ Puppet Show 2:13
17. The Professor's Trunk ~ Model Trains 1:51
18. Ghost Factory 2:09
19. de Scole's Theme 2:44
20. Theme of the Last Battle 4:03
21. The Legendary Paradise 4:09
22. The Guardian Angel of Paradise ~ Theme of Lagushi 2:55
23. Puzzles 5 4:18 (Live Version)
24. Theme of the Last Battle 3:32 (Live Version)
25. de Scole's Theme 2:43 (Live Version)

## Layton kyōju to eien no utahime original soundtrack
Layton kyōju to eien no utahime original soundtrack è la colonna sonora ufficiale del primo film della serie, Il professor Layton e l'eterna Diva. È stata messa in vendita solamente in Giappone il 19 gennaio dell'anno 2010. La raccolta è costituita da trentanove tracce composte da Tomohito Nishiura. Tutti i brani sono eseguiti dalla Layton Grand Caravan Orchestra. Sono presenti sia arrangiamenti di brani già usati nei precedenti quattro videogiochi (tra i quali spiccano il Professor Layton's Theme e il Descole's Theme) sia brani composti per l'occasione. La traccia 39, The Eternal Diva, è cantata da Nana Mizuki.
Tracce (62:36):
1. Cold Open ~ Professor Layton's Theme 2:38
2. Prologue to the Adventure ~ Puzzles 1:27
3. Travel Guide ~ Descole's Theme 1:40
4. Compensation 1 ~ Detragiganto's Theme 0:33
5. Departure to the Voyage ~ Descole's Theme 2:05
6. Detragan's Echoes ~ Whistler's Theme 1:06
7. Rules for the Survivors ~ Tense Atmosphere 0:46
8. Puzzles Number 001 ~ Puzzles 3 1:56
9. Compensation 2 ~ Detragiganto's Theme 0:21
10. Puzzles Number 002 ~ Puzzles 5 4:11
11. Mirena's Tenacity ~ An Uneasy Atmosphere 0:27
12. People of the Past ~ The Looming Tower 2:13
13. The Right Crown ~ Descole's Theme 1:54
14. At London ~ About Town 0:43
15. The Passionate Whistler ~ Whistler's Theme 1:26
16. The Legendary Kingdom ~ Theme of Ambrosia 0:56
17. Rest ~ A Moment of Peace 0:53
18. A Pursuer Approaching 1 ~ A Pursuer Approaching 1:18
19. Puzzles Number 003 ~ Revolutionary Idea 0:54
20. Adjusting the Pace ~ Pursuit in the Night 1:11
21. Compensation 3 ~ Detragiganto's Theme 0:12
22. Escape! ~ Professor Layton's Theme 2:24
23. Puzzles Number 004 ~ The Plot Thickens! 2:07
24. Descole Appears ~ Descole's Theme 1:01
25. Professor Layton's Piano ~ Song of the Sea 0:32
26. A Pursuer Approaching 2 ~ A Pursuer Approaching 1:04
27. Emmy's Efforts ~ Emmy's Theme 0:31
28. Whistler's Experiment ~ Dangerous Experiment 2:10
29. The Puzzle Explained! ~ Professor Layton's Theme 2:34
30. Great Conspiracy ~ Descole, Ambrosia's Themes 2:36
31. Overture to Destruction ~ Descole's Theme 1:07
32. Detragiganto Appears ~ Detragiganto's Theme 1:43
33. Jenis Crisis ~ Tense Decision 0:21
34. Future British Gentleman ~ Luke's Theme 1:53
35. The Last Battle ~ Time of Conclusion 1:49
36. The Dream Collapses ~ Theme of Ambrosia 1:38
37. Father's Memories ~ Whistler's Theme 0:35
38. The Feelings Will Always Be Close ~ Whistler's Theme 2:46
39. The Eternal Diva / Jenis Quatlane (CV Nana Mizuki) 6:55